# Обломов (телефильм)
«Обло́мов» (итал. Oblomov) — итальянский 4-серийный телефильм режиссёра Клаудио Фино.
Впервые транслировался в 1966 году по Второй программе итальянского телевидения, каждую серию смотрели 3,9-4,7 миллионов зрителей.

## Сюжет
Фильм снят по одноимённому роману русского писателя И. А. Гончарова, однако имеет другой финал: «было решено прервать рассказ, не доводя до смерти героя, в начале его новой жизни, которую он находит с Агафьей».

## В ролях
- Альберто Лионелло — Илья Ильич Обломов
- Кекко Риссоне — Захар, его слуга
- Нандо Гаццоло — Андрей Штольц
- Джулиана Лоджодиче — Ольга Сергеевна
- Пина Чеи — Анисья
- Лино Троизи — Тарантьев
- Бьянка Токкафонди — Агафья Матвеевна
- Джермана Паольери — Марья Михайловна
- Энрико Остерман — Иван
- Лиана Кастарелли — Катя
- Габриэль Полвероси — Волков
- Джанни Каджафа — Шубинский
- Карло Нинчи — генерал
- Изабелла Рива — гувернантка